# Enrique Jurado
Enrique (Henry) Lopez „Henry” Jurado (ur. 15 lipca 1911 w Lucenie, zm. 14 października 1944 na Mindoro) – filipiński zapaśnik walczący w stylu wolnym. Olimpijczyk z Berlina 1936, gdzie zajął dwunaste miejsce w wadze koguciej.

## Letnie Igrzyska Olimpijskie 1936
| Konkurencja      | Rundy eliminacyjne | Rundy eliminacyjne    | Klas. końcowa |
| Konkurencja      | Przeciwnik I       | Przeciwnik II         | Miejsce       |
| ---------------- | ------------------ | --------------------- | ------------- |
| 56 kg styl wolny | Ross Flood (USA) P | Aatos Jaskari (FIN) P | 12.           |